# مجموعة مبنا
مجموعة مبنا هي مجموعة من الشركات الإيرانية المشاركة في تطوير وتنفيذ محطات الطاقة الحرارية والمتجددة، والنفط والغاز، والنقل بالسكك الحديدية وغيرها من المشاريع الصناعية، بالإضافة إلى تصنيع المعدات الرئيسية بما في ذلك توربينات الغاز والبخار، والمولدات الكهربائية، وشفرة التوربين والريش، اتش ار اس جي والمراجل التقليدية وأنظمة الكهرباء والتحكم وضاغط الغاز والقاطرة والمعدات الأخرى ذات الصلة.
تم تسمية الشركة في البداية بشركة إيران لإدارة مشاريع محطات توليد الطاقة ، (مبنا) الاختصار للعنوان الفارسي. تم إسقاط العنوان الكامل في أكتوبر 2012 بعد تنويع أنشطة الشركة القابضة، حيث أصبحت مبنا العلامة التجارية الرسمية للشركة.
تأسست شركة مبنا في عام 1993 بهدف مبدئي أن تصبح مقاولًا عامًا لمحطات الطاقة الحرارية ولكنها قامت بتطوير وتنويع خطوط أعمالها وقدراتها في الصناعات الأخرى بعد عقدين من إنشائها. المجموعة هي المقاول العام الأول والرائد في الشرق الأوسط لمحطات الطاقة الحرارية في منطقة الشرق الأوسط وشمال إفريقيا.

## هيكل الشركة
اعتبارًا من عام 2015 ، كانت الشركة عبارة عن تكتل للشركة الأم مع 40 شركة تابعة. [7] هناك خمسة أقسام رئيسية للمجموعة: [8]
التصنيع 
القوة .
مشاريع استثمارية .
النفط والغاز.
النقل بالسكك الحديدية .

## روابط خارجية
- شركة مابنا
- شركة مابانا لهندسة وتصنيع الغلايات والمعدات